# Koncentrovaná solární energie

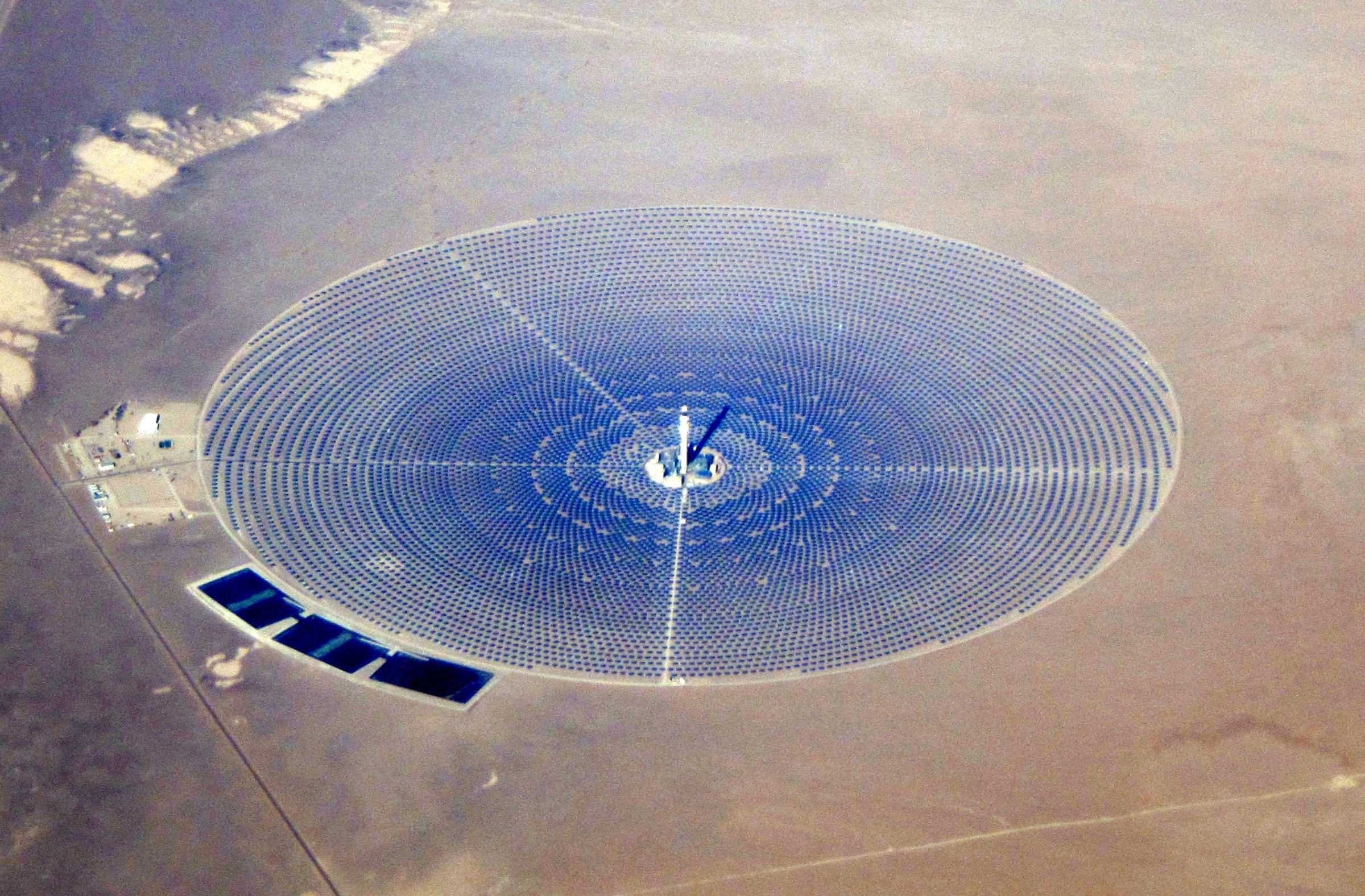
Věž solární elektrárny v projektu Crescent Dunes Solar Energy Project soustřeďuje světlo prostřednictvím 10 000 zrcadlových heliostatů na ploše 1,21 km^{2}.

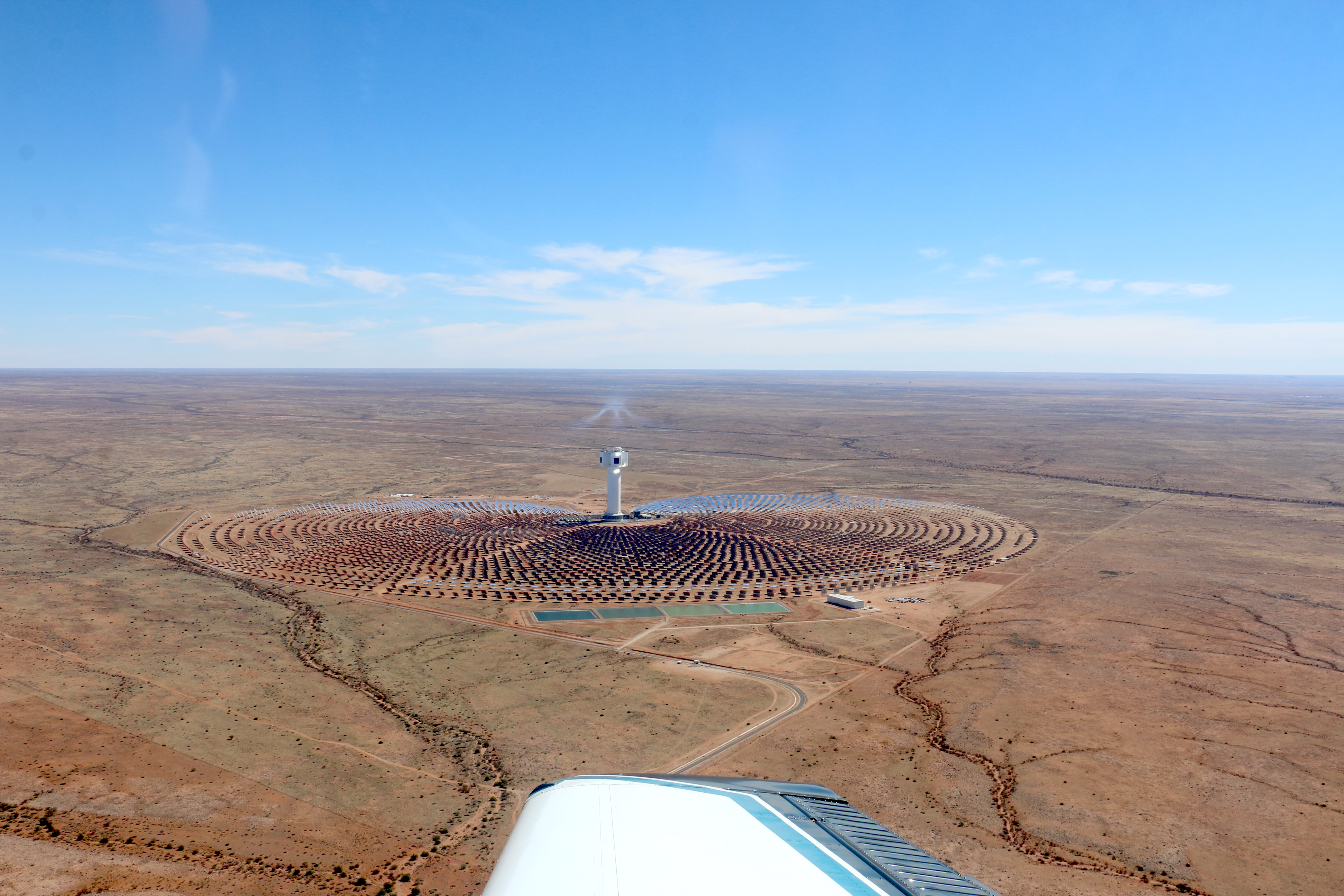
Letecký pohled na projekt Khi Solar One, Jihoafrická republika.

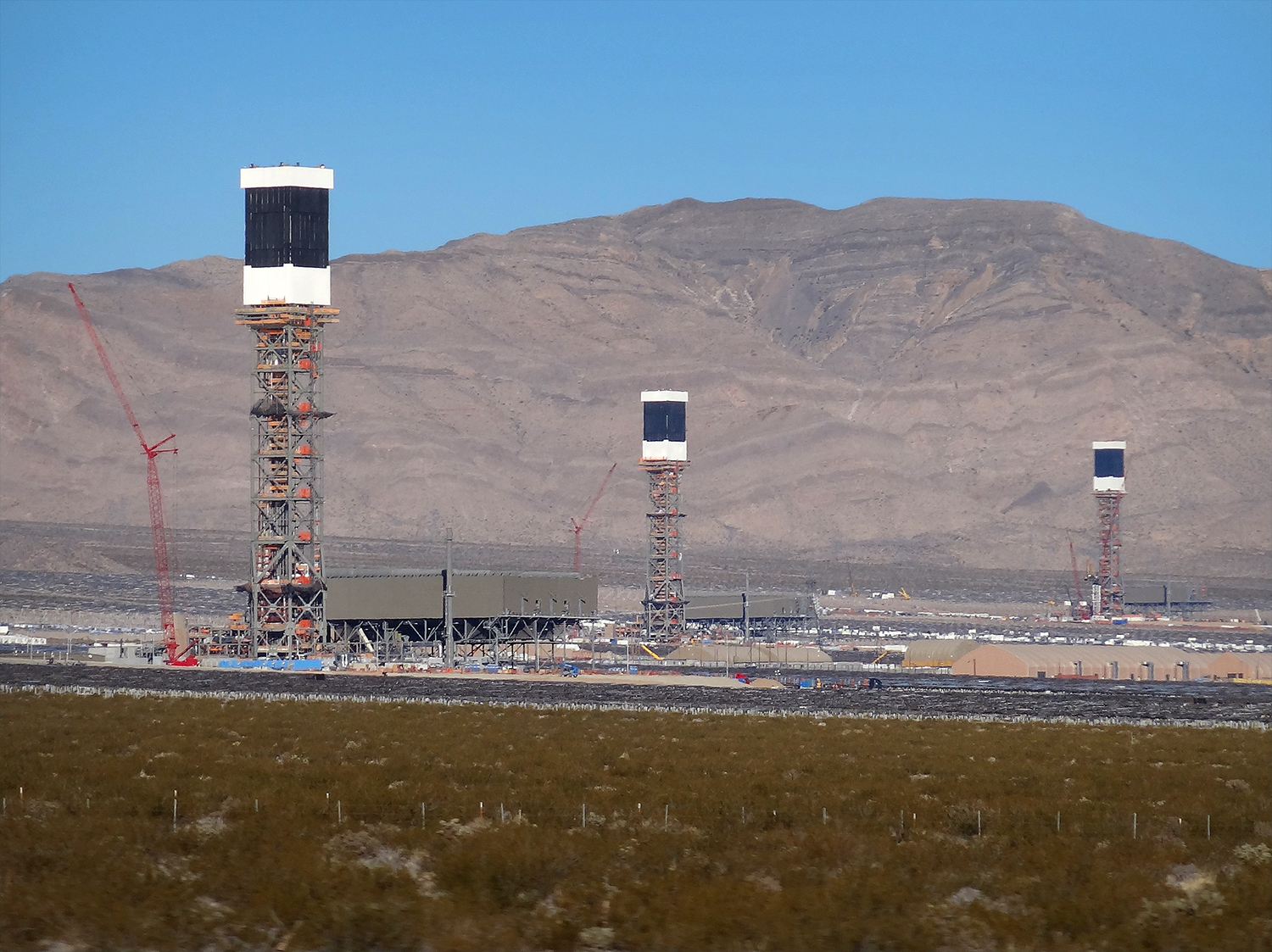
Výstavba Solární elektrárny Ivanpah

Systémy koncentrované sluneční energie (CSP) využívají sluneční energii pomocí zrcadel nebo čoček, které soustřeďují velkou plochu slunečního světla do jednoho bodu. Elektřina se vyrábí, když se koncentrované světlo přemění na teplo (sluneční tepelnou energii), které pohání tepelný motor (obvykle parní turbínu) připojený ke generátoru elektrické energie. nebo pohání termochemickou reakci.
Celkový instalovaný výkon CSP v roce 2018 činil 5 500 MW, což je nárůst oproti 354 MW v roce 2005. Téměř polovina světové kapacity připadala na Španělsko (2 300 MW), přestože v zemi nebyla od roku 2013 uvedena do komerčního provozu žádná nová kapacita. Následují Spojené státy s 1 740 MW. Zájem je patrný také v severní Africe a na Blízkém východě, stejně jako v Indii a Číně. Globálnímu trhu zpočátku dominovaly elektrárny s parabolickým žlabem, které v jednu chvíli představovaly 90 % CSP elektráren. Zhruba od roku 2010 se u nových elektráren upřednostňuje CSP s centrální energetickou věží, a to díky vyšší teplotě provozu – až 565 °C oproti žlabovému maximu 400 °C (752 °F) , která slibuje vyšší účinnost.
Mezi větší projekty CSP patří Solární elektrárna Ivanpah (392 MW) ve Spojených státech, která využívá věžovou technologii solární energie bez tepelného skladování energie, a solární elektrárna u Warzazátu v Maroku, která kombinuje žlabovou a věžovou technologii o celkovém výkonu 510 MW s několikahodinovým skladováním energie.
Jako elektrárna vyrábějící tepelnou energii má CSP více společného s tepelnými elektrárnami, jako jsou uhelné, plynové nebo geotermální. Elektrárna CSP může obsahovat akumulaci tepelné energie, která uchovává energii buď ve formě citelného tepla, nebo jako latentní teplo (například pomocí roztavené soli), což těmto elektrárnám umožňuje pokračovat ve výrobě elektřiny, kdykoli je potřeba, ve dne i v noci. Díky tomu je CSP dispečerskou formou solární energie. Disponibilní obnovitelná energie je zvláště cenná v místech, kde je již vysoká penetrace fotovoltaiky (PV), jako je Kalifornie, protože poptávka po elektrické energii dosahuje vrcholu při západu slunce právě v době, kdy kapacita PV klesá (jev označovaný jako kachní křivka).
CSP je často srovnávána s fotovoltaickou solární energií (PV), protože obě využívají sluneční energii. Zatímco fotovoltaika zaznamenala v posledních letech obrovský růst díky klesajícím cenám, růst solární CSP je pomalý kvůli technickým potížím a vysokým cenám, ale může představovat lepší možnost na optimálních plochách, například v pouštích, nebo v místech, kde je na fotovoltaiku příliš horko, což snižuje její efektivitu, ale CSP naopak pomáhá. V roce 2017 představovala CSP méně než 2 % celosvětového instalovaného výkonu solárních elektráren, nicméně CSP může snadněji ukládat energii během noci, čímž je konkurenceschopnější vůči dispečerským generátorům a elektrárnám základního zatížení.
Projekt DEWA v Dubaji, který (v roce 2019 stále ve výstavbě), držel v roce 2017 světový rekord v nejnižší ceně CSP ve výši 73 USD za MWh pro svůj 700 MW kombinovaný projekt žlabové a věžové elektrárny: 600 MW žlabové elektrárny, 100 MW věžové elektrárny s 15 hodinami ukládání tepelné energie denně. Tarif CSP pro základní zatížení v extrémně suché oblasti Atacama v Chile se v aukcích v roce 2017 dostal pod 50 USD/MWh.